# Johnny Escuradents
Johnny Escuradents (títol original: Johnny Stecchino) és una pel·lícula italiana (comèdia) de Roberto Benigni estrenada a Itàlia el 1991. Ha estat doblada al català.

## Argument
Dante (Roberto Benigni) és un jove més aviat tímid, ingenu i prim qui viu sol a casa seva. Xofer de bus escolar per nens discapacitats, fa amistat amb la un d'ells, l'entremaliada Lillo (Alessandro De Santis). Dante és una bona persona inclús si menteix a la seva assegurança fent creure que té un « tic » degut a un accident que l'obliga a agitar la mà dreta sense aturar-se. Dante té per costum robar plàtans i amagar-los a la seva màniga per dissimular, cosa que li suposarà algunes peripècies i quidproquos a Palerm.
| «                                                                                 | Jo no reconsidero aquest plàtan i demà vull veure-ho escrit en gran en primera pàgina de tots els diaris: « Dante no ho reconsidera més ». Si demà no llegeixo aquesta notícia, coronel, torno i kaputt ! A vostè i a tota la vostra família Kaputt a vosaltres i a totes les vostres famílies | » |
| — Dante adreçant-se al cap de policia de Palerm després d'haver robat un plàtan.. | |   |

## Repartiment
- Roberto Benigni: Dante / Johnny
- Nicoletta Braschi: Maria
- Paolo Bonacelli: De Agata
- Ignazio Pappalardo: Cozzamara
- Franco Volpi: el ministre
- Ivano Marescotti: Randazzo
- Alessandro De Santis: Lillo
- Domenico Minutoli: el cap de la policia
- Giulio Donnini: el cardenal
- Loredana Romito: Gianna
- Turi Scalia: el jutge
- Georgia O'Brien: la dona del ministre
- Salvatore Borgese: Ignazio
- Gaspare Cucinella

## Al voltant de la pel·lícula
- El personatge de Johnny Stecchino està inspirat en Charlie Stecchino, un mafiós en la pel·lícula estatunidenca Ningú no és perfecte.
- Una paròdia Pierino Stecchino va veure la llum l'any següent (1992). El personatge principal era interpretat per Alvaro Vitali i dirigit per Claudio Fragasso, però el film no va ser mai distribuït.
- El film va tenir èxit de taquilla encara que la critica l'hagi acollit tèbiament.[3]